# Bobrovec
Bobrovec (allemand : Bobrowetz, hongrois : Nagybobróc) est un village de Slovaquie situé dans la région de Žilina.

## Histoire
La première mention écrite du village date de 1231.

## Démographie

### Évolution de la population
| Année:               | 1994. | 2004.   | 2014.   | 2024.   |
| -------------------- | ----- | ------- | ------- | ------- |
| Nombre de personnes: | 1811  | 1783    | 1873    | 1984    |
| Différence:          |       | -1,54 % | +5,04 % | +5,92 % |

| Année:               | 2023. | 2024.   |
| -------------------- | ----- | ------- |
| Nombre de personnes: | 1996  | 1984    |
| Différence:          |       | -0,60 % |